# Кенджи Жирак
Кенджѝ Жира̀к (на френски: Kendji Girac, рождено име Кенджи Жасон Майе; на френски: Kendji „Girac“ Jason Maillié) е френски певец и китарист. Той е победител в сезон 3 на музикалния конкурс „Гласът на Франция“ (The Voice: la plus belle voix). На конкурса се явява с песента „Бела“ и влиза в екипа на Мика, след което печели този сезон. Издал е три студийни албума, „Кенджи“, „Ансамбъл“ и „Амиго“, както и поредица от хитови сингли. По произход е каталонски циганин. Роден е на 3 юли 1996 г. в Перигьо, Южна Франция. Владее испански и френски, но родният му език е каталонски. На 16 години напуска училище, за да помага на баща си и брат си в работата. Свири на китара от малък, учат го дядо му и баща му. Пял е дует с Шарл Азнавур и Енрико Масиас.